# Torneo Conde de Godó 2005
El Torneo Conde de Godó 2005 fue la edición número cincuenta y tres del Torneo Conde de Godó. Se celebró desde el 18 de abril hasta el 24 de abril, de 2005.

## Campeones

### Individual
Rafael Nadal vence a  Juan Carlos Ferrero, 6–1, 7–6, 6–3

### Dobles
Leander Paes /  Nenad Zimonjić vencen a  Feliciano López /  Rafael Nadal, 6–3, 6–3